# Le Sauvetage
Le Sauvetage – ou en anglais The Rescue – est un tableau réalisé par le peintre britannique John Everett Millais en 1855. Cette huile sur toile représente un pompier ramenant à leur mère, dans un escalier, trois enfants qu'il porte loin d'un incendie. L'œuvre est conservée au musée national du Victoria, à Melbourne, en Australie.